# Stem van Nederland
Stem van Nederland was een Nederlands actualiteitenprogramma op SBS6. Het programma startte op maandag 2 september 2002 en was iedere werkdag om 19.00 uur te zien op de commerciële zender. Stem van Nederland werd ontwikkeld omdat SBS6 ook in de vooravond een goed scorend nieuwsprogramma wilde hebben als tegenhanger van het succesvolle Hart van Nederland op de late avond. Het programma zou onderwerpen behandelen die onder het volk leven. Eerdere pogingen om actualiteiten aan te bieden in de vooravond, waaronder een vroege editie van Hart van Nederland en Het Nieuws mislukten wegens tegenvallende kijkcijfers. Met Stem van Nederland hoopte SBS6 meer succes te boeken.
De presentatie van het programma was in handen van Selma van Dijk, Betje Koolhaas, Leo de Later, Ton van Royen en Marlayne Sahupala. Verder werkten er enkele deskundigen aan het programma mee, onder wie Maurice de Hond, Ton Elias, Peter R. de Vries, Jort Kelder, Pieter Storms, Kay van de Linde en Edward van Cuilenborg.
Wegens tegenvallende kijkcijfers werd het programma eind 2003 van de buis gehaald. Stem van Nederland werd opgevolgd door Actienieuws.

## Bijzonderheid
De Stem van Nederland was ook een blad dat in de naoorlogse jaren is uitgekomen.